# Ophthalmolabus cyaneus
Ophthalmolabus cyaneus is een keversoort uit de familie bladrolkevers (Attelabidae). De wetenschappelijke naam van de soort werd in 1906 gepubliceerd door Marshall.